# Light Line
Light Line (op de trams aangeduid als LIGHTLINE) is de lightrail van Utsunomiya die start bij het station van de Japanse stad Utsunomiya en eindigt in de voorstad Haga. De kaapsporige lijn heeft een lengte van 14,6 kilometer; aan beiden zijden is een uitbreiding gepland. Vervoer ging in 2023 van start, waarmee het de eerst nieuw aangelgde tram in 75 jaar in Japan was.

## Materieel
- HU300 In 2021 werden van Niigata 17 lagevloertrams van dit type zesasser geleverd. Ze zijn gebaseerd op de techniek van de AEG-lagevloertram en zijn met 29,5 meter lengte en 2,65 m breedte de grootste trams in Japan. Ze rijden op 750 volt en kunnen maximaal 70 km/u halen.